# Sphaerospora elegans
Sphaerospora elegans is een microscopische parasiet uit de familie Sphaerosporidae. Sphaerospora elegans werd in 1892 beschreven door Thélohan. 